# 中国人民解放军河南省军区
中国人民解放军河南省军区，是中国人民解放军现属中央军事委员会国防动员部的一个省级军区，其管辖范围为河南省。

## 历史沿革
1949年3月1日，由中原军区所属豫西军区、豫皖苏军区、豫鄂军区、桐柏军区各一部合并组成河南军区，陈再道任司令员，李雪峰任政治委员（后由中共河南省委书记张玺兼任），副司令员毕占云、孔庆德，参谋长文建武，政治部主任张力之。下辖陈留、商丘、确山（7月改信阳）、洛阳、淮阳（1953年3月撤销）、郑州、潢川、南阳、许昌、陕州10个军分区，34个基干团、86个县大队，军区直属1个警卫营、1个骑兵营和开封警备司令部、郑州警备司令部（各辖一个警备团）。4月组建军区警备二旅。1949年5月，第五十八军带第173、第174师归河南军区。9月，第58军番号撤销，并入河南军区。12月，改隶中国人民解放军第四野战军兼中南军区建制，辖警卫团、郑州警备团、军区骑兵团、炮兵营、军政干校（1954年7月27日改为中南军区第十一文化速成学校、年底改为第四十二速成中学，1958年4月7日撤销）、第173师、第174师、警备2旅，10个军分区、14个独立团、86个县大队。1955年5月隶属中国人民解放军武汉军区，1955年4月15日改称河南省军区，1985年7月归中国人民解放军济南军区。2016年1月，划归中央军事委员会国防动员部建制。

## 历任领导

### 司令员
- 陈再道（1949年3月－1955年3月）
- 毕占云（1955年4月－1963年7月）
- 张树芝（1963年7月－1978年5月）
- 尚坦（1978年5月－1983年10月）
- 战景武（1983年10月－1988年8月）
- 李广生（1988年8月－1990年12月）
- 朱超（1990年12月－1995年6月）
- 王英洲（1995年6月－1999年12月）
- 杨迪铣（2000年2月－2003年12月）
- 袁家新（2003年12月－2008年9月）
- 刘孟合（2008年9月－2013年5月）
- 卢长健（2013年5月－2017年3月）[1]
- 周利（2017年3月－2017年12月）[2]
- 刘长春（2017年12月－2018年7月）
- 陈兆明（2018年7月－2022年7月）
- 趙鈞 (2022年7月一)  [3][4]

### 政治委员
- 李雪峰（1949年3月－1949年6月，兼）
- 张玺（1949年6月－1952年11月，兼）
- 潘复生（1953年2月－1958年8月，兼）
- 吴芝圃（1958年8月－1961年7月，兼）
- 刘建勋（1961年7月－1978年10月，兼）
- 段君毅（1978年19月－1981年1月，兼）
- 刘杰（1981年1月－1985年5月，兼）
- 董国庆（1985年8月－1990年6月）
- 吴光贤（1990年6月－1994年8月）
- 王英洲（1994年8月－1995年6月）
- 岳宣义（1995年6月－1996年4月）
- 张建中（1996年4月－2003年12月）
- 祁正祥（2003年12月－2006年12月）
- 颜纪雄（2007年3月－2011年7月）
- 周和平（2011年7月－2015年5月）[5]
- 王伟力（2015年5月－2017年5月）[6]
- 胡永生（2017年5月－2020年4月）[7]
- 徐元鸿（2020年4月－2024年8月）[8]
- 张庆文（2024年8月－）[9]